# Epeolus vernalis
Epeolus vernalis är en biart som beskrevs av Mitchell 1962. Epeolus vernalis ingår i släktet filtbin, och familjen långtungebin. Inga underarter finns listade i Catalogue of Life.